# Dioscorea burkilliana
Dioscorea burkilliana är en enhjärtbladig växtart som beskrevs av J.Miège. Dioscorea burkilliana ingår i släktet Dioscorea och familjen Dioscoreaceae. Inga underarter finns listade i Catalogue of Life.